# Poon Hang Wai
Poon Hang Wai (* 28. April 1999 in Hongkong) ist eine Leichtathletin aus Hongkong, die sich auf den Sprint spezialisiert hat.

## Sportliche Laufbahn
Erste internationale Erfahrungen sammelte Poon Hang Wai bei den Juniorenasienmeisterschaften 2012 in Colombo, bei denen sie in 58,19 s den siebten Platz im 400-Meter-Lauf belegte. Im Jahr darauf belegte sie bei den Ostasienspielen in Tianjin in 59,35 s Rang acht. 2014 nahm sie erneut an den Juniorenasienmeisterschaften in Taipeh teil, schied über 200 Meter in der ersten Runde aus und wurde mit der Hongkonger 4-mal-400-Meter-Staffel in 3:50,29 min den sechsten Platz. 2015 nahm sie erstmals an den Asienmeisterschaften in Wuhan teil und schied dort erneut in der ersten Runde über 200 Meter aus und belegte mit der Staffel in 3:56,40 min Rang fünf. Bei den Jugendweltmeisterschaften in Cali nahm sie über 100 Meter teil, schied aber in 12,52 s in der Vorrunde aus. Zuvor gewann sie bei den Jugendasienmeisterschaften in Doha in 12,27 s die Goldmedaille über 100 Meter und belegte im 200-Meter-Lauf in 25,57 s Rang fünf und mit der Sprintstaffel Rang sechs.
2018 nahm sie erstmals an den Asienspielen in Jakarta teil und schied im 200-Meter-Lauf in der ersten Runde aus und belegte mit der 4-mal-100-Meter-Staffel in 45,73 s den achten Platz. Bei den Asienmeisterschaften in Doha im Jahr darauf schied sie mit 25,12 s in der ersten Runde aus.  2025 belegte sie bei den Asienmeisterschaften in Gumi in 3:47,80 min den siebten Platz in der 4-mal-400-Meter-Staffel.
2018 wurde Poon Hongkonger Meisterin im 200-Meter-Lauf sowie 2021 über 400 Meter. Sie studierte Bildungswissenschaften an der Chinesischen Universität Hongkong.

## Persönliche Bestleistungen
- 100 Meter: 12,20 s (+1,4 m/s), 5. Mai 2018 in Hongkong
- 200 Meter: 24,67 s (+0,4 m/s), 26. Mai 2018 in Taipeh
- 400 Meter: 56,98 s, 10. Mai 2025 in Hongkong